# Municipio de Center (condado de Mercer)
El municipio de Center (en inglés: Center Township) es un municipio ubicado en el condado de Mercer en el estado estadounidense de Ohio. En el año 2010 tenía una población de 1086 habitantes y una densidad poblacional de 13,88 personas por km².

## Geografía
El municipio de Center se encuentra ubicado en las coordenadas 40°35′54″N 84°31′5″O / 40.59833, -84.51806. Según la Oficina del Censo de los Estados Unidos, el municipio tiene una superficie total de 78.27 km², de la cual 78,21 km² corresponden a tierra firme y (0,07 %) 0,05 km² es agua.

## Demografía
Según el censo de 2010, había 1086 personas residiendo en el municipio de Center. La densidad de población era de 13,88 hab./km². De los 1086 habitantes, el municipio de Center estaba compuesto por el 97,7 % blancos, el 1,47 % eran asiáticos, el 0,37 % eran de otras razas y el 0,46 % eran de una mezcla de razas. Del total de la población el 1,1 % eran hispanos o latinos de cualquier raza.